# Суха Кам'янка (річка)
Суха Кам'янка, Радьківка — річка у Олександрійському районі Кіровоградської області, права притока Кам'янки (басейн Дніпра).

## Опис
Довжина річки 23  км., похил річки — 1,7 м/км. Формується з декількох безіменних струмків та багатьох водойм. Площа басейну 228 км².

## Розташування
Суха Кам'янка бере початок в селі Петрозагір'я. Тече на південний захід у межах сіл Трудівки, Олександрівка та Сониного. У селі Куколівка впадає у річку Кам'янку, ліву притоку Інгулця.